# Picton (Nowa Zelandia)
Picton – miasto w Nowej Zelandii, na Wyspie Południowej, prawie przy północno-wschodnim krańcu wyspy. Około 4 tys. mieszkańców. Miasto zostało nazwane na cześć Sir Thomasa Pictona, księcia Wellington, który zginął w bitwie pod Waterloo.

## Transport
Między Picton, a Wellington pływają promy.

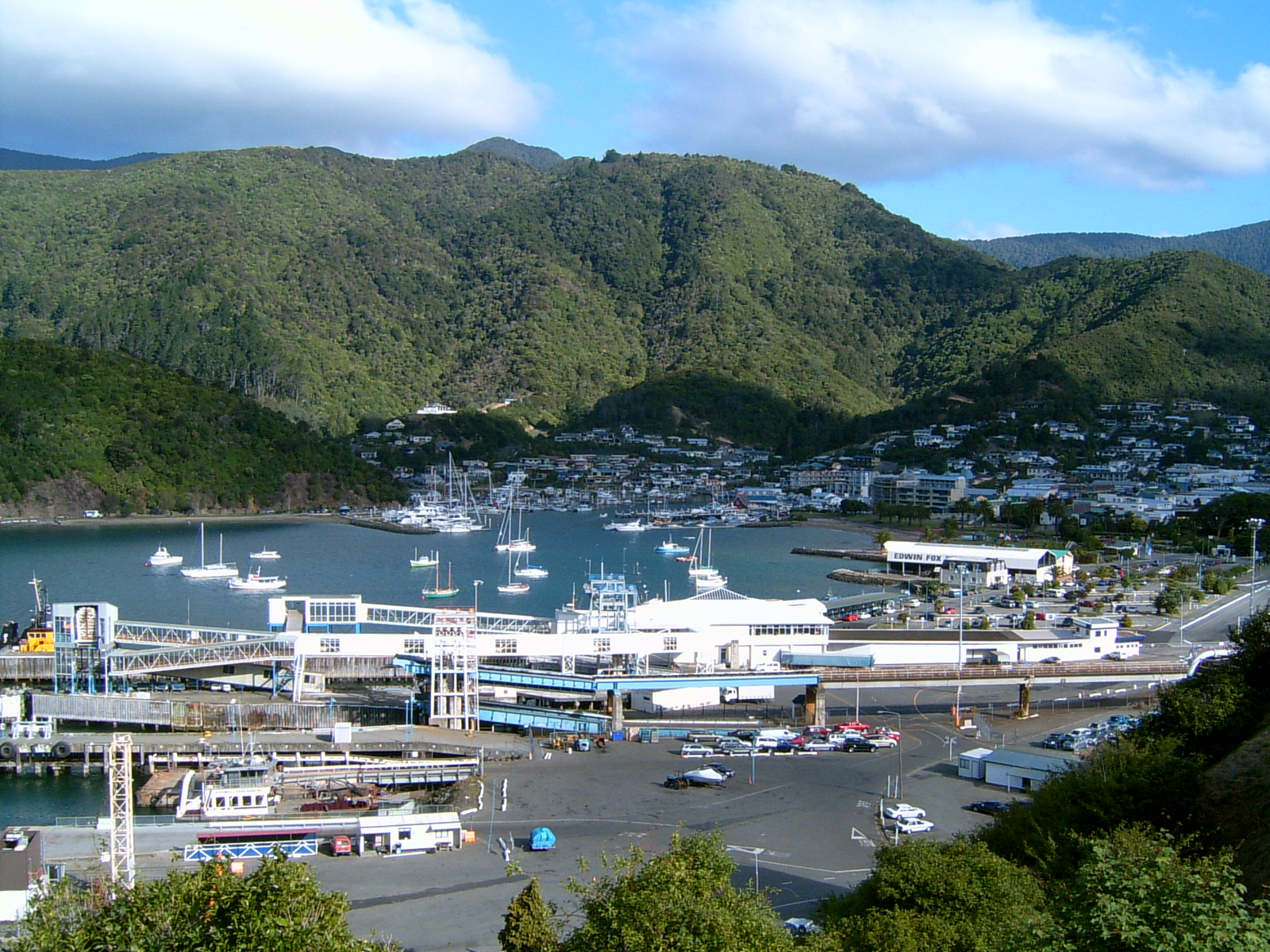
Port w Picton